# Xã Springfield, Quận Kalkaska, Michigan
Xã Springfield (tiếng Anh: Springfield Township) là một xã thuộc quận Kalkaska, tiểu bang Michigan, Hoa Kỳ. Năm 2010, dân số của xã này là 1.523 người.